# Ђидони (Венеција)
Ђидони (итал. Gidoni) је насеље у Италији у округу Венеција, региону Венето.
Према процени из 2011. у насељу је живело 214 становника. Насеље се налази на надморској висини од 3 м.